# Mycomya monosta
Mycomya monosta är en tvåvingeart som beskrevs av Vaisanen 1984. Mycomya monosta ingår i släktet Mycomya och familjen svampmyggor.
Artens utbredningsområde är Kalifornien. Inga underarter finns listade i Catalogue of Life.